# 湖西晶
湖西 晶（こにし あき、4月15日 – ）は、日本の4コマ漫画家。女性。大阪府貝塚市出身。同市在住。既婚で二児の母。関西大学社会学部社会学科マス・コミュニケーション学科卒業。

## 作品リスト

### 漫画作品
- 芳文社
  - かみさまのいうとおり!（『まんがタイムきらら』2003年12月号 - 2013年2月号、『まんがタイムきららキャラット』VOL.3 - VOL.15、2005年11月号 - 2006年3月号、2006年12月号 - 2009年2月号、全9巻）
  - お湯屋へようこそ（『まんがタイムラブリー』2004年4月号 - 2005年11月号、全1巻）
  - エデデン!（『まんがタイムきららフォワード』増刊号Vol.1 - Vol.10、全1巻）
  - 〆切ごはん（『まんがタイムきらら』2013年9月号 - 2017年8月号、全4巻）
  - 三時限目は魔女の家庭科（『まんがタイムきらら』2017年9月号[1] - 2018年9月号、全1巻）
  - 下を向いて歩こう（『まんがタイムきらら』2018年12月号 - 2021年1月号[7]、全2巻）
- コーエー
  - TradingRomance2 パラレル★ハート（『ネオロマンス通信Cure!』）
- 平和出版
  - ふらんちゅ!（『COMICぎゅっと!』1号）掲載誌休刊により事実上打ち切り、補完同人誌「ぎゃっと!」に、続編（完結編）を掲載。なお、この「ぎゃっと!」は、湖西晶の命名。
- 一迅社
  - ソーダ屋のソーダさん。（『まんが4コマKINGSぱれっと』VOL.1 - 2007年12月号、全1巻）
  - ソーダ村のソーダさん。（『まんが4コマKINGSぱれっと』2008年3月号 - 2009年6月号、全1巻）
  - うしのこくまいる!（『まんが4コマぱれっと』2011年9月号 - 2013年7月号、全2巻）
- 双葉社
  - メタボリックダーリン（『まんがタウン』2017年12月号[8] - 2018年12月号、全1巻）
  - 夜明けのふたりごはん（『まんがタウン』2019年10月号 - 2021年3月号、全1巻[9]）
  - 意味がわかると怖い4コマ[4]（『webアクション』2020年4月 - 、『月刊まんがタウン』 - 2021年10月号）
  - 猫またはごはんを。（『月刊まんがタウン』2021年11月号 - 2023年3月号[10]、全1巻）
  - 意味がわかると怖い話（『JOUR』2022年8月号）
- 日本文芸社
  - わたしの死にかた（『週刊漫画ゴラク』2022年7月29日号[11] - ） - 初の週刊連載作品[11]。
- 少年画報社
  - 意味がわかると怖いモノ語り（『月刊ヤングキングアワーズGH』2023年10月号 - 2024年12月号、全13話）

### アンソロジー
- 『ファイアーエムブレムif 4コマKINGS』（2016年2月25日発売[12]、一迅社） - 漫画[12]
- 『おそ松さん 公式コミックアンソロジー 今夜は寝かさない』（2016年7月1日発売[13]、一迅社） - 漫画[13]
- 『Souvenir『ブレンド・S』ファンブック&アンソロジーコミック』（2017年11月27日発売[14]、芳文社） - 漫画[14]
- 『スロウスタートアンソロジーコミック』第1巻（2018年2月27日発売[15]、芳文社） - 漫画
- 『漫画家のごはんのおとも語り』（2018年3月17日発売[16]、KADOKAWA）

### その他
- 『百合姫カラーアートワークス CHRONICLE』（2010年7月17日発売[17]、一迅社） - イラスト[17]
- 『三者三葉』第8巻（2010年10月27日発売[18]） - ゲスト参加[18]
- 『まんがタイムきらら』通巻100号達成記念別冊「まんがタイムきららいちまるまる」（『まんがタイムきらら』2012年3月号別冊付録[19]）
- 『まんがタイムきらら』10周年お祝いコメントとイラスト（『まんがタイムきらら』2013年12月号[20]）
- 『ストレンジ・プラス』第14巻特装版小冊子（2014年2月25日発売[21]） - 漫画[21]
- 『三者三葉』完結記念コメントレター（『まんがタイムきらら』2019年1月号[22]）
- 『まんがタイムきらら』15周年記念特別小冊子（『まんがタイムきらら』2018年12月号[23]）
- 私の修羅場めし（『まんがタウン』2022年7月号） - コミックエッセイ
- 私の好きな秋グルメ（『まんがタウン』2022年11月号[24]） - コミックエッセイ[24]